# Arthur Winston
Arthur Winston (Oklahoma, 22 maart 1906 - Los Angeles, 13 april 2006) was een Afro-Amerikaans burger die werd uitgeroepen tot werknemer van de eeuw. 
Winston begon op tienjarige leeftijd met het plukken van katoen. Toen door droogte en stormen de katoenoogst mislukte, trok de familie van Arthur Winston naar Los Angeles. Daar vond Arthur Winston een baan bij Pacific Electric Railway Co, een voorloper van het vervoersbedrijf MTA. Na vier jaar vertrok hij tijdelijk bij dit bedrijf, om er zes jaar later weer terug te keren. Hierna werkte hij onafgebroken voor dit bedrijf tot zijn pensionering op 100-jarige leeftijd. In deze periode is hij nooit te laat gekomen, heeft hij nooit een klacht geuit en heeft hij slechts één dag verzuimd (in 1988: op de dag van de begrafenis van zijn vrouw met wie hij 65 jaar getrouwd was). Hij werd daarmee recordhouder in de Verenigde Staten. President Clinton verleende hem in 1996 de eretitel "Werknemer van de Eeuw". Zelf verklaarde hij zijn trouw door zijn opvoeding: zijn vader had hem op jonge leeftijd de waarde van hard werken geleerd. 
Arthur Winston ging precies op zijn 100e verjaardag (22 maart 2006) met pensioen. Een paar weken later overleed hij in zijn slaap; oorzaak was een hartfalen.